# Baniachong (underdistrikt)
Baniachong är ett underdistrikt i Bangladesh. Det ligger i den östra delen av landet, 130 kilometer nordost om huvudstaden Dhaka.
Trakten runt Baniachong består till största delen av jordbruksmark. Runt Baniachong är det tätbefolkat, med 659 invånare per kvadratkilometer.